# Navy Yard City
Navy Yard City az Amerikai Egyesült Államok északnyugati részén, Washington állam Kitsap megyéjében elhelyezkedő statisztikai település. A 2010. évi népszámlálási adatok alapján 2477 lakosa van.

## Népesség
A település népességének változása:
| Lakosok száma | 2638 | 2477 | 2759 |
|               | 2000 | 2010 | 2020 |